# Larry Little
Lawrence Chatmon Little (Groveland, 2 novembre 1945) è un ex giocatore di football americano statunitense che ha giocato nel ruolo di offensive guard per i San Diego Chargers e i Miami Dolphins della National Football League (NFL). Al college ha giocato a football alla Bethune-Cookman University. È stato inserito nella Pro Football Hall of Fame nel 1993.

## Carriera professionistica
Little non fu scelto nel Draft NFL 1967 ma firmò come free agent coi San Diego Chargers della American Football League con cui passò due stagioni. Nel 1969 fu scambiato coi Miami Dolphins dove alla sua prima stagione fu nominato AFL All-Star. Dalla stagione successiva le due leghe si fusero e Little giocò nella NFL fino al 1980. Nel gennaio 1974, dopo aver disputato tre Super Bowl consecutivi coi Dolphins, vincendone due, Larry affermò che all'epoca non aveva apprezzato molto lo scambio, poiché la squadra di Miami era all'epoca poca cosa. Little fu uno degli artefici principali delle vittorie dei Dolphins nella prima metà degli anni settanta, bloccando per un forte reparto nelle corse che comprendeva Larry Csonka, Mercury Morris, Paul Warfield e Jim Kiick.

## Palmarès
- Super Bowl : 2 Vincitore del Super Bowl (VII, VIII)
- (5) Pro Bowl selection (1970, 1972, 1973, 1974, 1975)
- (5) First-team All-Pro (1971, 1972, 1973, 1974, 1975)
- AFL All-Star (1969)
- Formazione ideale della NFL degli anni 1970
- Pro Football Hall of Fame (classe del 1993)
- Miami Dolphins Honor Roll